# Baset
Baset ima značilno postavo jazbečarja s spotegnjenim telesom in kratkimi nogami. Je močnih kosti, vendar ni okoren. Velika glava s kožo, ki v gubah pada čez lica, se rahlo oži proti dolgemu gobčku s komaj opaznim stopom. Zelo dolgi, mehki in navznoter zasukani uhlji, ki visijo v ohlapnih gubah, so nastavljeni v višini temnih oči značilnega resnega in žalostnega pogleda. Kožuh iz gladke, kratke in trdne dlake je lahko črn, svetlo rjav in bel, rumenkast in bel in vseh drugih barv, dovoljenih za goniče. Ima dolg in koničast rep, ki je nošen v rahlem loku; kadar pes počiva je spuščen.

## Zgodovina
Pasma je nastala v Franciji v poznem 16.stoletju. Glede na splošne značilnosti glave in izjemen voh domnevajo, da je baset morda potomec bloodhoundov. V drugi polovici 19. stoletja so ga pripeljali v Združeno kraljestvo in leta 1883 ga je britanska kinološka zveza  uradno priznala za samostojno pasmo. Kmalu so se zanj začeli zanimati američani in strogo vzrejno selekcijo ustvarili simpatičnega družinskega in razstavnega psa.

## Značaj
Baset je kljub nekoliko resnemu in zadržanemu videzu zelo živahen, družaben, prijetnega značaja, čeprav včasih tudi nekoliko svojeglav, zelo navezan na gospodarja in je velik ljubitelj otrok.
Potrebuje  gibanje in ima rad sprehode v naravi, kjer lahko svobodno raziskuje žive  meje in grmovje.

## Nega
Če ga imamo v hiši ali v stanovanju, kjer veliko leži (kar mu je sicer zelo všeč), se lahko hitro zredi in v starosti mu grozi vnetje sklepov. Zato je potrebno paziti na kakovost in količino hrane.